# Qualificazioni alla Coppa del Mondo di rugby 1991
Le qualificazioni alla Coppa del Mondo di rugby 1991 si tennero tra il 1989 e il 1990 su base continentale.
Esse dovettero esprimere 8 squadre nazionali sulle 16 che avrebbero dovuto prendere parte alla rassegna mondiale, mentre le altre 8 (le quartifinaliste dell'edizione del 1987, Australia, Figi, Francia, Galles, Inghilterra, Irlanda, Nuova Zelanda e Scozia) erano qualificate d'ufficio.
Fu, anche, la prima volta che si procedette al meccanismo di qualificazione, essendo stata l'edizione precedente organizzata a inviti, con le 8 squadre all'epoca facenti parte dell'IRB automaticamente qualificate e altrettante invitate.
All'Africa fu riservata una squadra, alle Americhe tre, all'Asia e Oceania cumulativamente furono riservate due squadre, così come all'Europa.
Le qualificazioni iniziarono il 30 aprile 1989 in Francia per la zona europea, tra Svizzera e Israele e tra Danimarca e Svezia, che così furono le prime squadre in assoluto a scendere in campo per un incontro ufficiale di qualificazione alla Coppa del Mondo.
Ogni federazione continentale previde differenti meccanismi di qualificazione.

## Criteri di qualificazione
Le qualificazioni mondiali riguardarono 25 squadre, classificatesi con meccanismi variabili a seconda del numero di partecipanti per continente.
- Africa: quattro squadre si affrontarono a girone unico ad Harare, in Zimbabwe, in un torneo disputatosi nel maggio 1990. La vincente di tale girone fu la qualificata alla Coppa del Mondo[2]. Gli incontri delle qualiificazioni africane tra Marocco e Tunisia furono validi anche per la classifica della seconda divisione della Coppa FIRA 1989-90[3].
- Americhe: tale continente aveva tre posti e si presentarono solo tre squadre, Argentina, Canada e Stati Uniti automaticamente qualificate alla Coppa del Mondo. Il torneo a girone unico con gare di andata e ritorno che le tre Nazionali disputarono servì solo a stabilire l'ordine di classificazione ai fini dell'assegnazione delle fasce e dei gironi al torneo[2].
- Asia e Oceania: ad aprile 1990 si tenne a Tokyo un torneo a girone unico con gare di sola andata tra quattro squadre: Samoa Occidentali, Tonga, Giappone e una quarta squadra da designarsi in base ai risultati del campionato asiatico 1988 (la migliore classificata a parte il Giappone, che risultò essere la Corea del Sud)[4][5]. Le due squadre migliori di tale torneo a Tokyo furono ammesse alla Coppa del Mondo con il ranking ottenuto in base alla classifica[2].
- Europa: alle qualificazioni europee presero parte 14 squadre che si affrontarono su tre turni di qualificazione[2]; Italia e Romania erano già ammesse al girone finale di qualificazione, mentre Belgio, Polonia e Spagna erano già ammesse al secondo turno. Il primo turno fu riservato a 9 squadre ripartite in due gironi; un girone da 4 squadre (Danimarca, Israele, Svizzera e Svezia) disputò un torneo di qualificazione in Francia a girone unico, la cui prima classificata accedette alla finale del primo turno[2]; l'altro girone si disputò secondo la formula dell'eliminazione diretta, quindi inizialmente fu disputato un preliminare tra Cecoslovacchia e Jugoslavia per portare a 4 le partecipanti, che poi si affrontarono in un accoppiamento di semifinale; la successiva finale del girone espresse la squadra che affrontò la vincente dell'altro girone per il passaggio del turno. Il secondo turno vide le tre squadre citate più la vincente del primo turno, e si disputò a Madrid a girone unico[6], con le due migliori classificate ammesse al girone finale insieme a Romania e Italia. Nel girone finale, anch'esso a girone unico, che si tenne in Italia e che sfruttò il calendario della Coppa FIRA 1990-92 in occasione di un paio di partite che quindi valsero per due tornei[7], le prime due classificate si qualificarono alla Coppa del Mondo nell'ordine di classificazione espresso dal girone[2].

## Situazione prima degli incontri di qualificazione
| Fase                  | Africa                                                                        | Americhe                                                                                         | Asia e Oceania                                                                             | Europa                                                                                           |
| --------------------- | ----------------------------------------------------------------------------- | ------------------------------------------------------------------------------------------------ | ------------------------------------------------------------------------------------------ | ------------------------------------------------------------------------------------------------ |
| Qualificate d'ufficio |                                                                               |                                                                                                  | - Australia - Figi - Nuova Zelanda                                                         | - Francia - Galles - Inghilterra - Irlanda - Scozia                                              |
| Esito qualificazioni  | Qualificata Africa - Vincente girone Africa                                   | Qualificate Americhe: - Qualificata Americhe 1 - Qualificata Americhe 2 - Qualificata Americhe 3 | Qualificate Asia/Oceania - Vincente girone Asia/Oceania - 2º girone Asia/Oceania           | Qualificate Europa - Vincente girone finale Europa - 2º girone finale Europa                     |
| Sesto turno           | Girone qualificazione Africa: - Costa d'Avorio - Marocco - Tunisia - Zimbabwe | Girone classificazione Americhe: - Argentina - Canada - Stati Uniti                              | Girone qualificazione Asia/Oceania: - Corea del Sud - Giappone - Samoa Occidentali - Tonga | Girone finale Europa: - Italia - Romania - 1ª class. 2º turno Europa - 2ª class. 2º turno Europa |
| Quinto turno          | —                                                                             | —                                                                                                | —                                                                                          | Secondo turno Europa - Belgio - Polonia - Spagna - Qualificata 1º turno Europa                   |
| Quarto turno          | —                                                                             | —                                                                                                | —                                                                                          | Finale 1º turno Europa: - Vincente girone A Europa - Vincente finale girone B Europa             |
| Terzo turno           | —                                                                             | —                                                                                                | —                                                                                          | Girone A Europa: - Danimarca - Israele - Svizzera - Svezia                                       |
| Terzo turno           | —                                                                             | —                                                                                                | —                                                                                          | Finale girone B Europa - Vincenti semifinali girone B                                            |
| Secondo turno         | —                                                                             | —                                                                                                | —                                                                                          | Semifinale girone B Europa - Germania Ovest — Paesi Bassi - Vincente preliminare — Portogallo    |
| Primo turno           | —                                                                             | —                                                                                                | —                                                                                          | Preliminare girone B Europa - Cecoslovacchia — Jugoslavia                                        |

## Qualificazioni Africa
| Harare 5 maggio 1990 | Zimbabwe | 22 – 9 | Costa d'Avorio | Police Ground |

| Harare 5 maggio 1990 | Marocco | 12 – 16 | Tunisia |  |

| Harare 8 maggio 1990                                     | Zimbabwe | 16 – 0 | Marocco | Police Ground |
| Dzinomurumbi , Ferreira mt Ferreira tr Ferreira (2) c.p. |          |        |         |               |
|                                                          |          |        |         |               |
| Dzinomurumbi, Ferreira                                   | mt       |        |         |               |
| Ferreira                                                 | tr       |        |         |               |
| Ferreira (2)                                             | c.p.     |        |         |               |

| Harare 8 maggio 1990 | Costa d'Avorio | 7 – 12 | Tunisia |  |

| Harare 12 maggio 1990 | Zimbabwe | 24 – 13 | Tunisia | Police Ground |

| Harare 12 maggio 1990 | Costa d'Avorio | 4 – 11 | Marocco |  |

### Classifica qualificazioni Africa
|  | Squadra        | G | V | N | P | P+ | P- | diff. | PT |
|  | -------------- | - | - | - | - | -- | -- | ----- | -- |
|  | Zimbabwe       | 3 | 3 | 0 | 0 | 62 | 22 | +40   | 6  |
|  | Tunisia        | 3 | 2 | 0 | 1 | 41 | 43 | -2    | 4  |
|  | Marocco        | 3 | 1 | 0 | 2 | 23 | 36 | -13   | 2  |
|  | Costa d'Avorio | 3 | 0 | 0 | 3 | 20 | 45 | -25   | 0  |

### Verdetto
- Zimbabwe: Qualificata alla Coppa del Mondo per la zona Africa

## Qualificazioni Americhe
| Arbitro: | Roger Quittenton |

|           |      |         |
| Brown     | mt   |         |
| Wyatt     | tr   |         |
| Wyatt (5) | c.p. | O'Brien |

| Arbitro: | Lindsay McLachlan |

|                          |      |             |
| Bunader, Loffreda, Mesón | mt   |             |
| Mesón                    | tr   |             |
| Mesón (3)                | c.p. | O'Brien (2) |

| Arbitro: | Kerry Fitzgerald |

|           |      |           |
| Palmer    | mt   |           |
| Wyatt     | tr   |           |
| Wyatt (3) | c.p. | Vidou (2) |

| Arbitro: | Kerry Fitzgerald |

|          |      |                       |
| Leversee | mt   | Camerlinckx, Loffreda |
| O'Brien  | tr   | Vidou                 |
|          | c.p. | Vidou                 |

| Arbitro: | David Bishop |

|                      |      |       |
| Daily, Lewis         | mt   | Ennis |
|                      | tr   | Wyatt |
| de Jong, M. Williams | c.p. | Wyatt |
|                      | drop | Ross  |

| Arbitro: | David Bishop |

|                      |      |        |
| Brunader (2), Garzón | mt   | Stuart |
| Rees (4)             | c.p. | Mesón  |
| Rees                 | drop |        |

### Classifica finale di classificazione Americhe
|    | Squadra     | G | V | N | P | P+ | P- | diff. | PT |
| -- | ----------- | - | - | - | - | -- | -- | ----- | -- |
| A1 | Canada      | 4 | 3 | 0 | 1 | 67 | 38 | +29   | 6  |
| A2 | Argentina   | 4 | 2 | 0 | 2 | 57 | 46 | +11   | 4  |
| A3 | Stati Uniti | 4 | 1 | 0 | 3 | 29 | 69 | -40   | 2  |

### Verdetto
- Canada: qualificata alla Coppa del Mondo come prima squadra americana
- Argentina: qualificata alla Coppa del Mondo come seconda squadra americana
- Stati Uniti: qualificati alla Coppa del Mondo come terza squadra americana

## Qualificazioni Asia e Oceania
| Arbitro: | Les Peard |

|                                      |      |                                    |
| tecnica 7’ Yoshida 61’               | mt   | 5’ Fielea                          |
| Hosokawa 7’                          | tr   |                                    |
| Hosokawa 3’, 21’, 30’, 39’, 41’, 46’ | c.p. | 16’ Tu’ivalala 52’, 70’, 79’ Tufui |

| Tokyo 8 aprile 1990 | Corea del Sud | 7 – 74 referto | Samoa Occidentali | Stadio Olimpico |

| Arbitro: | Gareth Simmonds |

|                                          |      |                                   |
| Hosokawa 40+4’, 73’ Yoshida 48’ Latu 54’ | mt   | 4’ Kim Hyung joon 22’ Kim Yeon ki |
| Hosokawa 40+4’, 54’                      | tr   | 10’ Shin                          |
| Hosokawa 62’, 70’                        | c.p. |                                   |

| Tokyo 11 aprile 1990                           | Tonga | 3 – 12 referto | Samoa Occidentali | Stadio Olimpico |
| mt Fatialofa tr Aiolupo Tufui c.p. Aiolupo (2) |       |                |                   |                 |
|                                                |       |                |                   |                 |
|                                                | mt    | Fatialofa      |                   |                 |
|                                                | tr    | Aiolupo        |                   |                 |
| Tufui                                          | c.p.  | Aiolupo (2)    |                   |                 |

| Arbitro: | Brian Stirling |

|                        |      |                                                                       |
| Fujita 32’ Yoshida 71’ | mt   | 6’ Vaega 9’ Leu’u 15’ Kaleope 40’ Vaifale 66’ Too’malatai 80’ Tagaloa |
|                        | tr   | 6’, 9’, 15’, 66’, 80’ Aiolupo                                         |
| Hosokawa 52’           | c.p. | 28’ Aiolupo                                                           |

| Tokyo 15 aprile 1990 | Corea del Sud | 22 – 45 referto | Tonga | Stadio Olimpico |

### Classifica qualificazioni Asia e Oceania
|     | Squadra           | G | V | N | P | P+  | P-  | diff. | PT |
| --- | ----------------- | - | - | - | - | --- | --- | ----- | -- |
| AO1 | Samoa Occidentali | 3 | 3 | 0 | 0 | 123 | 21  | +102  | 6  |
| AO2 | Giappone          | 3 | 2 | 0 | 1 | 65  | 63  | +2    | 4  |
|     | Tonga             | 3 | 1 | 0 | 2 | 64  | 62  | +2    | 2  |
|     | Corea del Sud     | 3 | 0 | 0 | 3 | 39  | 145 | -106  | 0  |

### Verdetto
- Samoa Occidentali: qualificate alla Coppa del Mondo come prima squadra asiatico-oceaniana
- Giappone: qualificato alla Coppa del Mondo come seconda squadra asiatico-oceaniana

## Qualificazioni Europa

### Primo turno

#### Girone A
| Tours 30 aprile 1989 | Israele | 15 – 22 | Svizzera |  |

| Tours 30 aprile 1989 | Danimarca | 0 – 39 | Svezia |  |

| Tours 2 maggio 1989 | Danimarca | 26 – 12 | Svizzera |  |

| Tours 2 maggio 1989 | Israele | 10 – 26 | Svezia |  |

| Tours 4 maggio 1989 | Svezia | 33 – 15 | Svizzera |  |

| Tours 4 maggio 1989 | Danimarca | 16 – 6 | Israele |  |

##### Classifica girone A
|  | Squadra   | G | V | N | P | P+ | P- | diff. | PT |
|  | --------- | - | - | - | - | -- | -- | ----- | -- |
|  | Svezia    | 3 | 3 | 0 | 0 | 98 | 25 | +73   | 6  |
|  | Danimarca | 3 | 2 | 0 | 1 | 42 | 57 | -15   | 4  |
|  | Svizzera  | 3 | 1 | 0 | 2 | 49 | 74 | -25   | 2  |
|  | Israele   | 3 | 0 | 0 | 3 | 31 | 64 | -33   | 0  |

#### Girone B

##### Preliminare
| Vyškov 9 settembre 1989 | Cecoslovacchia | 23 – 6 | Jugoslavia |  |

##### Semifinale
| Heidelberg 17 settembre 1989 | Germania Ovest | 6 – 12 | Paesi Bassi |  |

| Říčany 1º ottobre 1989 | Cecoslovacchia | 13 – 15 | Portogallo |  |

##### Finale girone B
| Metz 8 ottobre 1989 | Paesi Bassi | 32 – 3 | Portogallo |  |

#### Finale primo turno
| Copenaghen 15 ottobre 1989 | Paesi Bassi | 24 – 3 | Svezia |  |

### Secondo turno
| Madrid 29 ottobre 1989 | Spagna | 29 – 15 | Paesi Bassi |  |

| Madrid 29 ottobre 1989 | Belgio | 23 – 25 | Polonia |  |

| Madrid 1º novembre 1989 | Spagna | 23 – 9 | Polonia |  |

| Madrid 1º novembre 1989 | Belgio | 12 – 32 | Paesi Bassi |  |

| Madrid 5 novembre 1989 | Spagna | 58 – 6 | Belgio |  |

| Madrid 5 novembre 1989 | Paesi Bassi | 33 – 27 | Polonia |  |

#### Classifica secondo turno
|  | Squadra     | G | V | N | P | P+  | P-  | diff. | PT |
|  | ----------- | - | - | - | - | --- | --- | ----- | -- |
|  | Spagna      | 3 | 3 | 0 | 0 | 110 | 30  | +80   | 6  |
|  | Paesi Bassi | 3 | 2 | 0 | 1 | 80  | 68  | +12   | 4  |
|  | Polonia     | 3 | 1 | 0 | 2 | 61  | 79  | -18   | 2  |
|  | Belgio      | 3 | 0 | 0 | 3 | 41  | 115 | -74   | 0  |

### Girone finale
Tre delle quattro squadre in gara (Italia, Romania e Spagna) facevano all'epoca parte della prima divisione della Coppa FIRA 1990-92, mentre i Paesi Bassi erano in seconda divisione.
Le due partite della Spagna contro Italia e Romania furono utili ai fini di entrambe le competizioni.
| Arbitro: | Ian Bullerwell |

|                                |      |                      |
| Venturi 69’ Giovanelli 80+1’   | mt   |                      |
| Troiani 69’, 80+1’             | tr   |                      |
| Troiani 1’, 19’, 47’, 53’, 72’ | c.p. | 36’ Puertas 41’ Díaz |
| Bonomi 33’                     | drop |                      |

| Treviso 30 settembre 1990                                                                           | Romania | 45 – 7 referto | Paesi Bassi | Stadio di Monigo (600 spett.) |
| Dumitras Cojocariu Racean (2) Chirila mt v. Loon Ignat (5) tr Ignat (5) c.p. Michelsen Dumitru drop |         |                |             |                               |
| |         |                |             |                               |
| Dumitras Cojocariu Racean (2) Chirila                                                               | mt      | v. Loon        |             |                               |
| Ignat (5)                                                                                           | tr      |                |             |                               |
| Ignat (5)                                                                                           | c.p.    | Michelsen      |             |                               |
| Dumitru                                                                                             | drop    |                |             |                               |

| Arbitro: | Brian Anderson |

|                  |      |                        |
|                  | mt   | 8’ Racean 76’ Dumitras |
|                  | tr   | 76’ Nichitean          |
| Puertas 13’, 30’ | c.p. | 60’, 71’ Nichitean     |
|                  | drop | 16’ Ignat              |

| Arbitro: | Ray Megson |

|                                 |      |                              |
| Barba 75’                       | mt   | 12’ v. Loon 80+1’ van Altena |
| Troiani 75’                     | tr   |                              |
| Troiani 42’, 45’, 48’, 62’, 69’ | c.p. | 22’ Marcker                  |
| Bonomi 74’                      | drop |                              |

| Arbitro: | Ian Bullerwell |

|                    |      |                                    |
| Verhfstadt 70’     | mt   | 30’ Blanco 58’ Chocarro 66’ Altuna |
| Michelsen 70’      | tr   | 30’, 66’ Blanco                    |
| Michelsen 26’, 47’ | c.p. | 43’ Blanco                         |
|                    | drop | 75’ Díaz                           |

| Arbitro: | Ray Megson |

|                                           |      |                             |
| Saetti 5’ I. Francescato 24’ Brunello 80’ | mt   | 70’ Rădulescu               |
| Troiani 5’                                | tr   | 70’ Nichitean               |
| Troiani 13’, 62’                          | c.p. | 4’, 12’, 26’, 52’ Nichitean |
| Bonomi 39’, 85’ Brunello 59’              | drop | 2’ Nichitean                |

#### Classifica qualificazioni Europa
|    | Squadra     | G | V | N | P | P+ | P- | diff. | PT |
| -- | ----------- | - | - | - | - | -- | -- | ----- | -- |
| E1 | Italia      | 3 | 3 | 0 | 0 | 83 | 38 | +45   | 6  |
| E2 | Romania     | 3 | 2 | 0 | 1 | 85 | 42 | +43   | 4  |
|    | Spagna      | 3 | 1 | 0 | 2 | 34 | 61 | -27   | 2  |
|    | Paesi Bassi | 3 | 0 | 0 | 3 | 30 | 91 | -61   | 0  |

### Verdetto
- Italia: qualificata alla Coppa del Mondo come prima squadra europea[8]
- Romania: qualificata alla Coppa del Mondo come seconda squadra europea[8]

## Quadro completo delle qualificazioni
In grassetto le squadre ammesse al turno successivo.
| Fase                  | Africa                                                                        | Americhe                                                                                                | Asia e Oceania                                                                             | Europa                                                                              |
| --------------------- | ----------------------------------------------------------------------------- | --- | ------------------------------------------------------------------------------------------ | ----------------------------------------------------------------------------------- |
| Qualificate d'ufficio |                                                                               | | - Australia - Figi - Nuova Zelanda                                                         | - Francia - Galles - Inghilterra - Irlanda - Scozia                                 |
| Esito qualificazioni  | Qualificata Africa - Zimbabwe                                                 | Qualificata Americhe 1 - Canada Qualificata Americhe 2 - Argentina Qualificata Americhe 3 - Stati Uniti | Qualificata Asia/Oceania 1 - Samoa Occidentali Qualificata Asia/Oceania 2 - Giappone       | Qualificata Europa 1 - Italia Qualificata Europa 2 - Romania                        |
| Sesto turno           | Girone qualificazione Africa: - Costa d'Avorio - Marocco - Tunisia - Zimbabwe | Girone classificazione Americhe: - Argentina - Canada - Stati Uniti                                     | Girone qualificazione Asia/Oceania: - Corea del Sud - Giappone - Samoa Occidentali - Tonga | Girone finale Europa: - Italia - Romania - Spagna - Paesi Bassi                     |
| Quinto turno          | —                                                                             | — | —                                                                                          | Secondo turno Europa - Belgio - Polonia - Spagna - Paesi Bassi                      |
| Quarto turno          | —                                                                             | — | —                                                                                          | Finale 1º turno Europa: - Svezia— Paesi Bassi                                       |
| Terzo turno           | —                                                                             | — | —                                                                                          | Girone A Europa: - Danimarca - Israele - Svizzera - Svezia                          |
| Terzo turno           | —                                                                             | — | —                                                                                          | Finale girone B Europa - Paesi Bassi — Portogallo                                   |
| Secondo turno         | —                                                                             | — | —                                                                                          | Semifinale girone B Europa - Germania Ovest — Paesi Bassi - Jugoslavia — Portogallo |
| Primo turno           | —                                                                             | — | —                                                                                          | Preliminare girone B Europa - Cecoslovacchia — Jugoslavia                           |